# 慢性食物過敏
慢性食物過敏，通常是指一些人無法正常消化食物、吸收養分的過敏症狀，慢性食物過敏來源有蛋、奶、花生、海鮮等等。

## 常見的過敏症狀
對海鮮過敏者，通常是甲殼類，如螃蟹、蝦子，上面的蟹黃或蝦膏會引起嘴唇發癢、發紅，甚至起疹子。
對奶類過敏者，食用到乳製品會引起噁心、嘔吐。

## 預防方法
- 對蛋過敏者，可以豆類、豆製品取代蛋類來攝取蛋白質。
- 對奶類、乳製品等過敏者可食用優酪乳，優酪乳雖然是乳製品，但對乳糖不耐症患者是最好的選擇，不僅可以從裡面吸收乳糖中鈣質和鐵質，也可以促進腸胃蠕動，幫助消化[2]。